# Марвін Столдер
Марвін Столдер (англ. Marvin Stalder, 9 грудня 1905 — 2 вересня 1982) — американський академічний веслувальник.
Олімпійський чемпіон 1928 року в складі вісімки.